# Mount Bumstead
Mount Bumstead är ett berg i Antarktis. Det ligger i Östantarktis. Nya Zeeland gör anspråk på området. Toppen på Mount Bumstead är 3 200 meter över havet.
Terrängen runt Mount Bumstead är platt åt nordost, men åt sydväst är den kuperad. Mount Bumstead är den högsta punkten i trakten. Trakten är obefolkad. Det finns inga samhällen i närheten.